# 吳璽 (侍郎)
吳璽（1388年—1444年），字信玉，福建邵武府邵武縣隆賢坊人，明朝政治人物。

## 生平
永樂六年（1408年）戊子科福建鄉試舉人，七年（1409年）己丑科會試不第，入國子監。曾試於兵部，又以精於吏事得名，擢兵部武選司主事，二十二年（1424年）升郎中，宣德五年（1430年）升戶部右侍郎。正統六年（1441年）王振專權，捆械戶部尚書劉中敷、吳璽、陳瑺於長安門，十六日方得釋，七年（1442年）謫戍四川威遠，九年（1444年）二月卒。